# آجیت وادکار

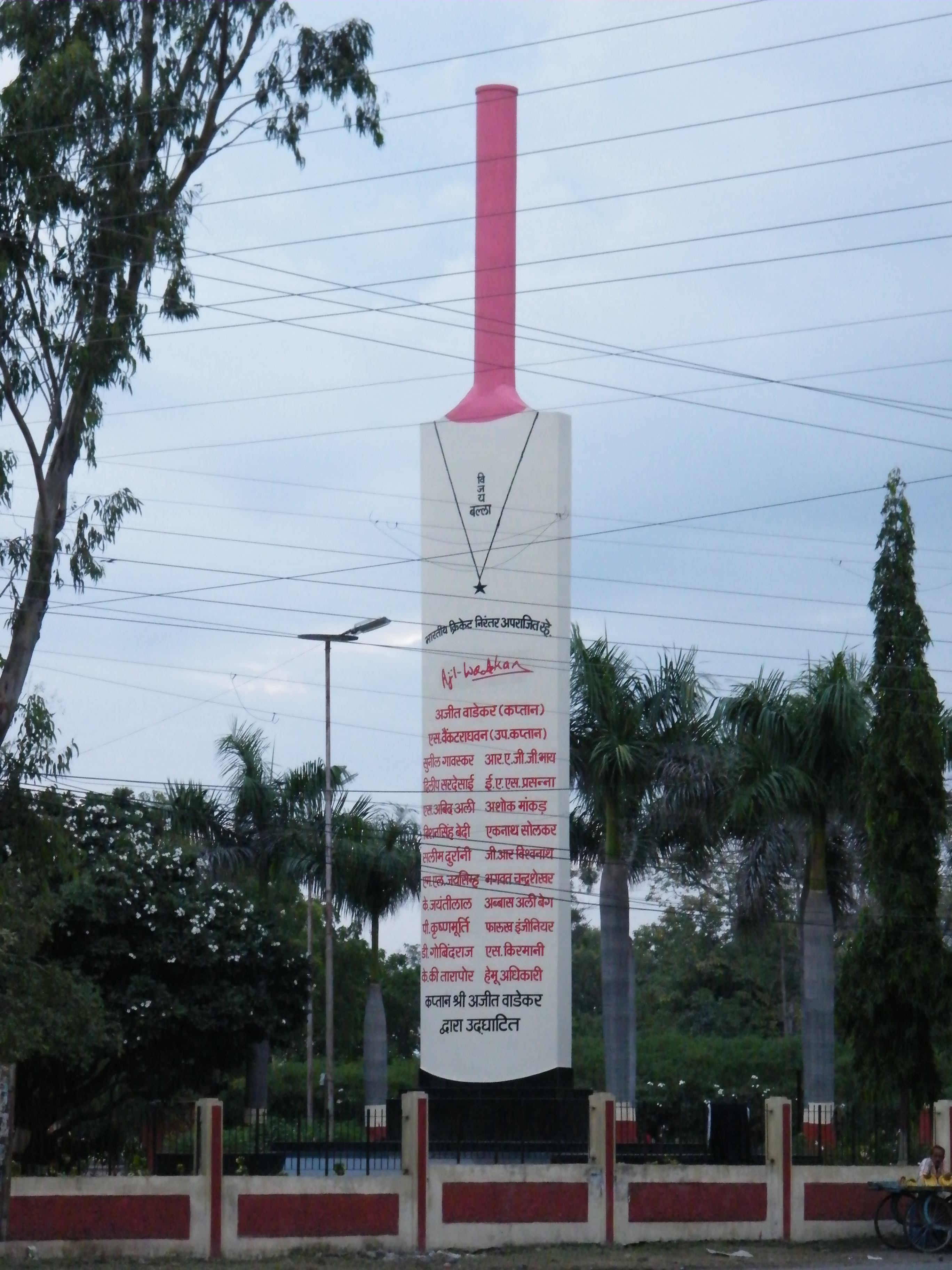
"ویجی بالا" ساخته شده از بتن، با نام بازیکنان تیم هند که در مقابل بریتانیا پیروز شدند.

آجیت وادکار (انگلیسی: Ajit Wadekar; ۱ آوریل ۱۹۴۱ – ۱۵ اوت ۲۰۱۸) بازیکن کریکت اهل هند بود.
از باشگاه‌هایی که در آن بازی کرده‌است می‌توان به تیم بمبئی اشاره کرد.